# Chamfolket

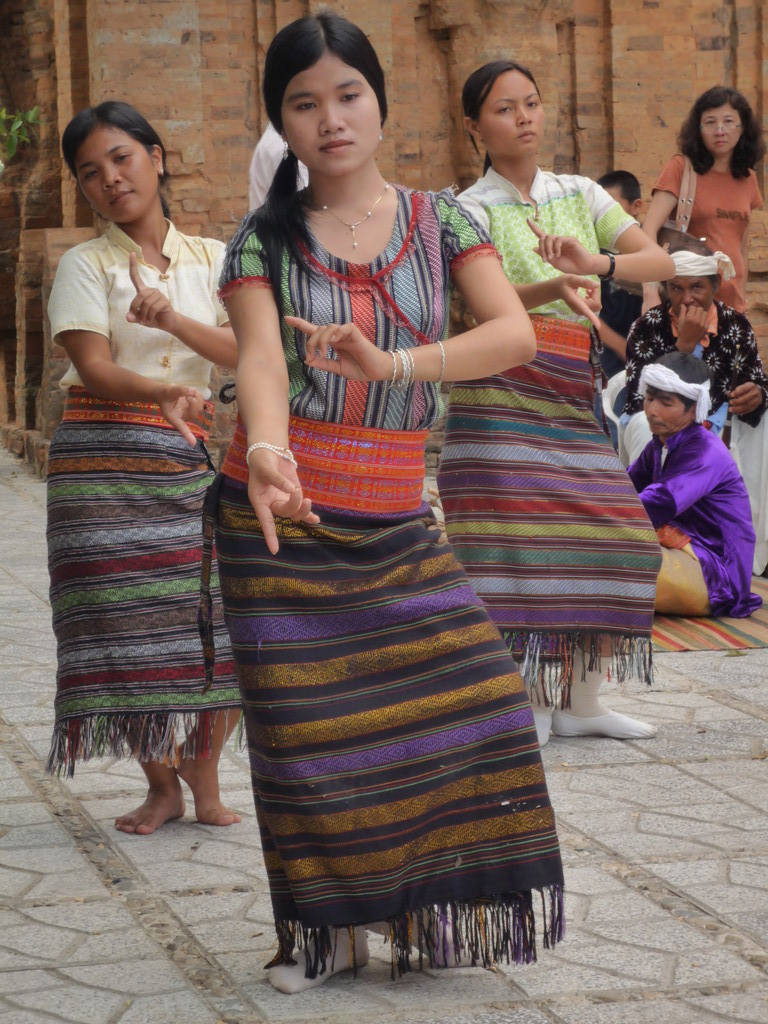
Chamkvinnor från Vietnam som utför en traditionell dans.

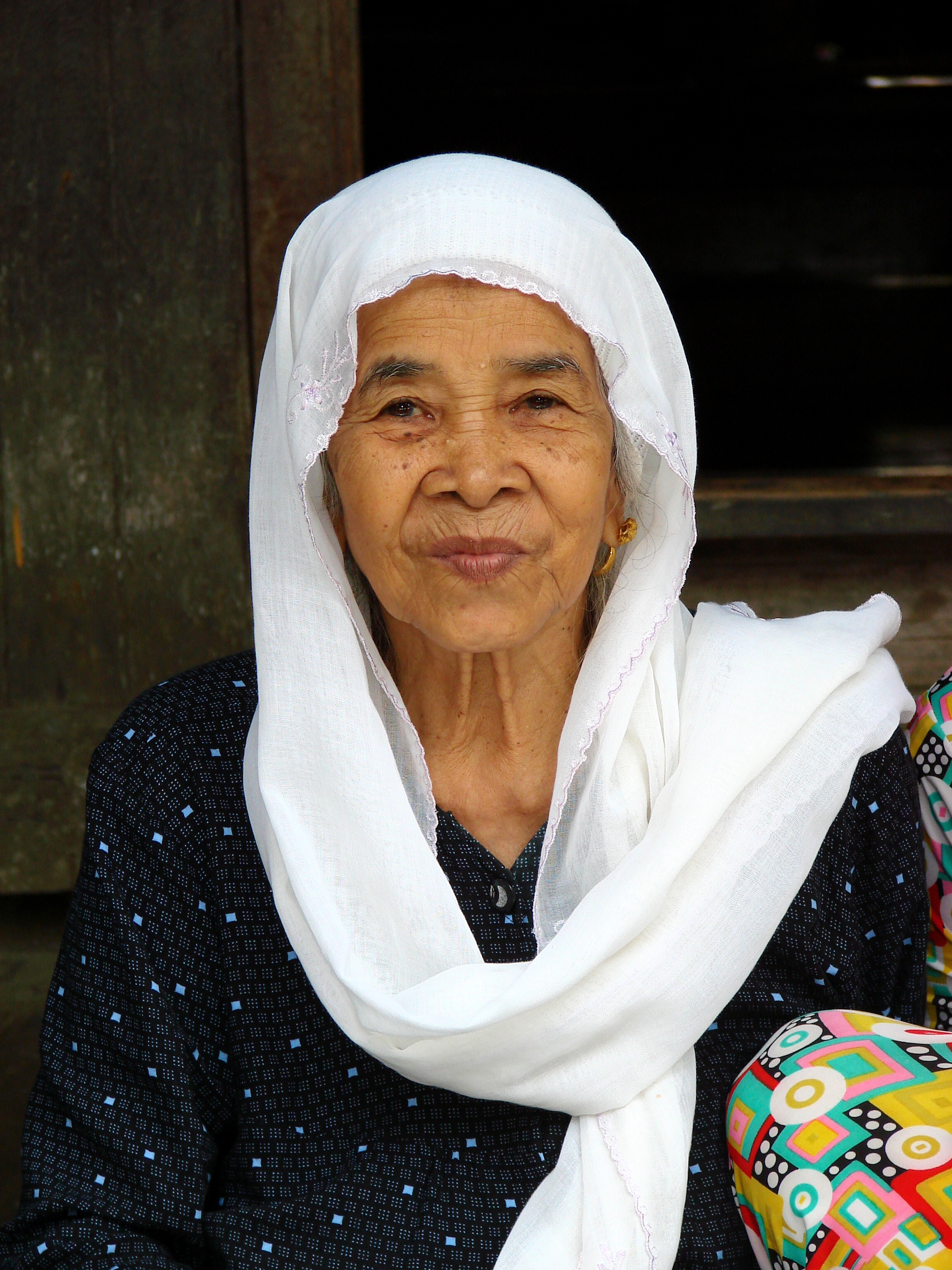
Muslimsk chamkvinna från Vietnam.

Chamfolket är en austronesisk folkgrupp i Sydostasien som bor i området mellan Kampong Cham i Kambodja och An Giang i Vietnam, men även i Laos, Thailand och Malaysia. Chamfolket är ättlingar till befolkningen i kungariket Champa, och talar det malajo-polynesiska språket cham. 
De flesta cham är muslimer och de utgör kärnan i de thailändska och kambodjanska muslimska befolkningsgrupperna, men det finns även hinduiska cham, och tidigare, före mötet med islam (den första härskaren över Champa som konverterade till islam gjorde det på 1600-talet), var en form av shaivism den dominerande religionen. En del cham är också buddhister. 
Cham var av traditionen en matrilinjär kultur, där arv passerade från mor till dotter. På grund av detta antogs år 1499 en lag i Vietnam som förbjöd äktenskap mellan chamkvinnor och vietnamesiska män, oavsett klasstillhörighet. I Vietnam utfärdades också en order om att döda alla cham i närheten av huvudstaden.
Både hinduiska och muslimska cham har upplevt religiös och etnisk förföljelse och begränsningar för sin tro under den vietnamesiska regeringen. Den vietnamesiska staten konfiskerar chamfolkets egendom och förbjuder chamer att utöva deras religiösa övertygelse. Hinduiska tempel har förvandlats till turistmål, tvärtemot önskemål som chamfolket framfört. Under 2010 och 2013 inträffade flera incidenter i byarna Thành Tenn och Phuoc Nhon där chambefolkning mördades av vietnameser. Under 2012, stormade den vietnamesiska polisen en moské i byn Chau Giang och uppges där ha stulit en generator, samt våldtagit flickor tillhörande befolkningsgruppen cham.